# Sarua Indah
Sarua Indah is een bestuurslaag in het regentschap Tangerang Selatan van de provincie Banten, Indonesië. Sarua Indah telt 16.784 inwoners (volkstelling 2010).